# عکاسی طبیعت بی‌جان

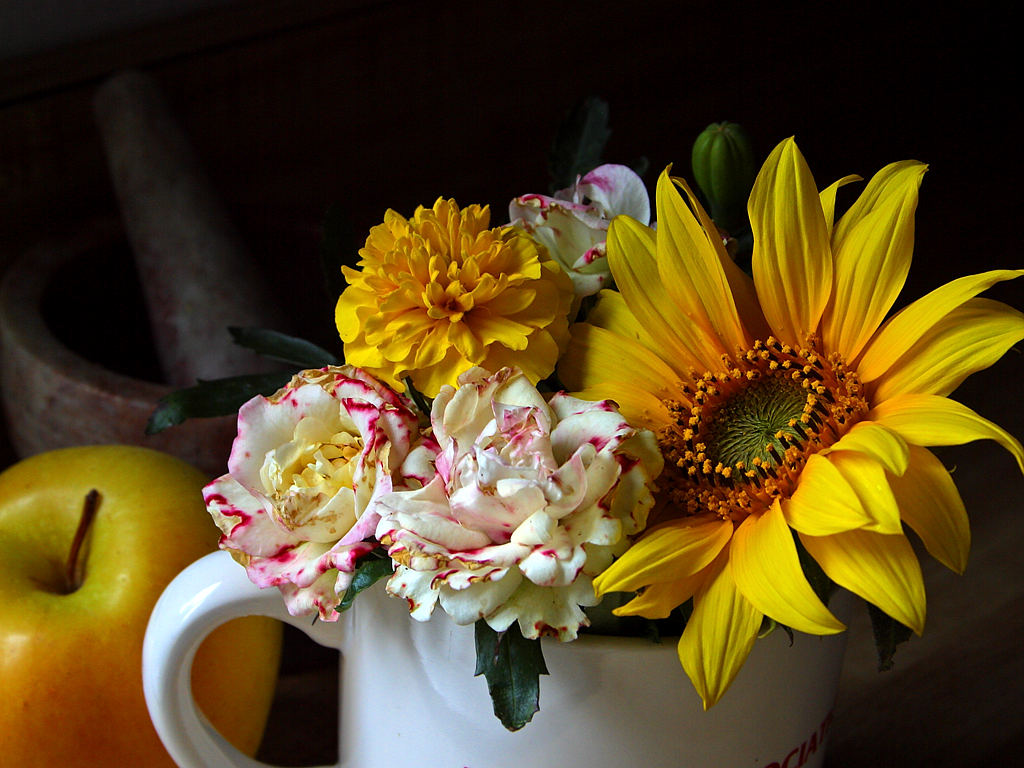
عکاسی اجسام بی‌جان - گل‌ها

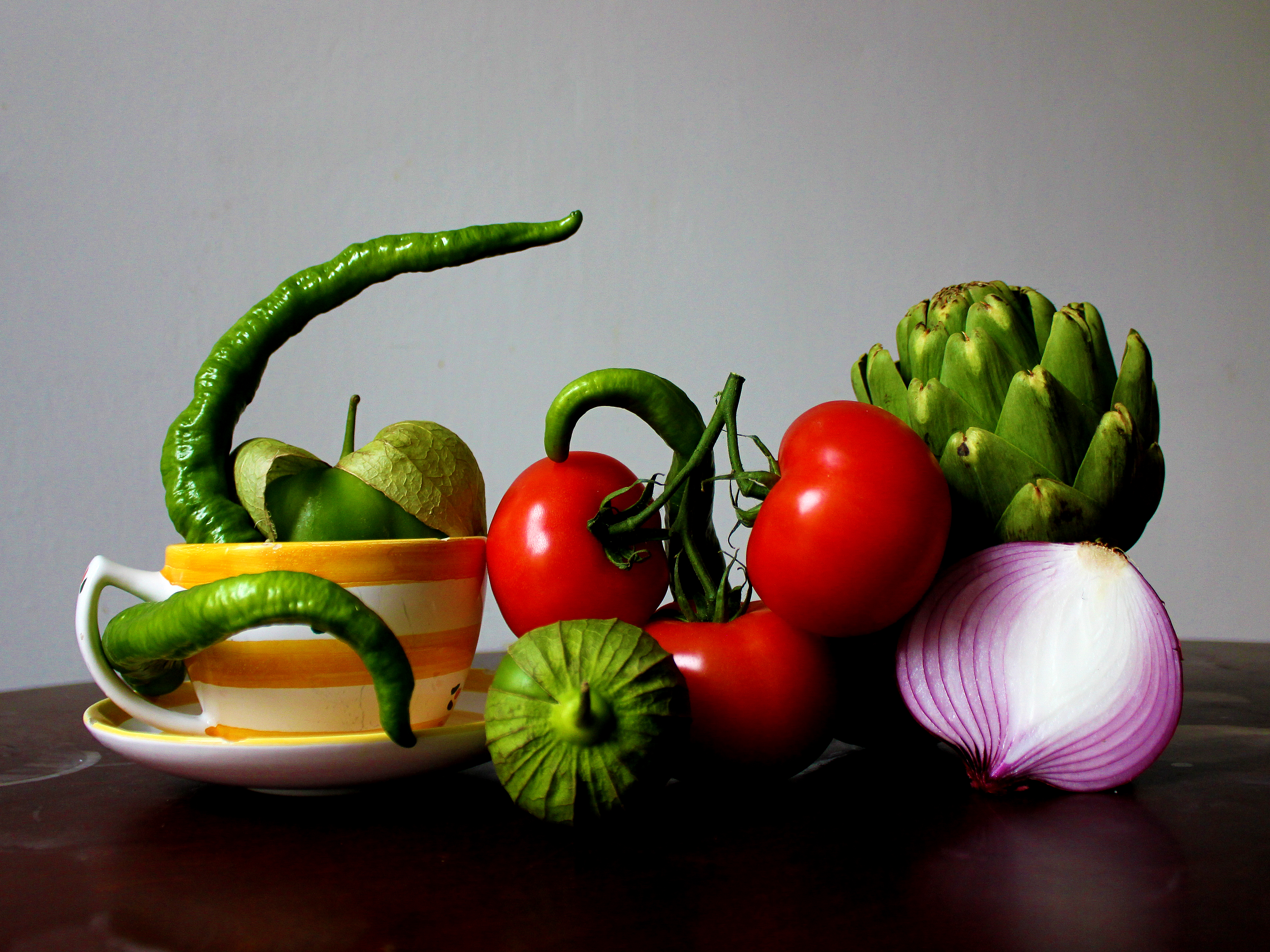
عکس زندگی بی‌جان مدرن امروزی با گوجه فرنگی قرمز

عکاسی اجسام بی‌جان یا عکاسی طبیعت خاموش (به انگلیسی: Still life photography) شاخه‌ای از هنر عکاسی می‌باشد، که به ثبت تصویر از اشیاء بی‌جان و معمولاً غیر متحرک همچون شعله شمع، دود، گل‌ها، غذا، سنگ، کتاب، جواهرات، لوازم التحریر، میوه‌ها و سایر اشیا محیط پیرامون می‌پردازد.
عکاسی از اجسام بی‌جان در حقیقت جزو سبک‌های مشکل عکاسی محسوب می‌شود، عکاسان این سبک باید توانایی نورسنجی دقیق را داشته و از ذوق ترکیب‌بندی بالایی برخوردار باشند. هدف اصلی در عکاسی طبیعت بی‌جان، بیان ایده و مفهومی خاص، به ساده‌ترین و روشن‌ترین شکل ممکن است.
عکاسی طبیعت بی‌جان  بیانگر هنری از چیدمان هوشمندانه و نورپردازی هدفمند برای تصویر‌کردن اشیاء بی‌جان است. این سبک، که از سنت نقاشی طبیعت بی‌جان الگو گرفته، به عکاس کنترل کامل ترکیب‌بندی، نور و پس‌زمینه را می‌دهد تا با تأکید بر فرم، بافت یا نمادگری، پیام یا زیبایی خاصی را منتقل کند. در این ژانر، اغلب از حضور سوژه در محیط طبیعی صرف‌نظر می‌شود و عکس متکی بر ساختار و معنای داخلی تصویر است، نه روایت محیطی.
وجه تمایز اصلی این سبک با سایر سبک‌ها، در حقیقت به چیدمان صحنه عکس مربوط است؛ چیدمان در حقیقت همان چیدن صحنه عکس و ساختن صحنه است؛ در این سبک، عکاسان در حقیقت بیشتر عناصر عکس را می‌سازند تا اینکه صرفاً سرگرم عکاسی باشند.

## تاریخچه

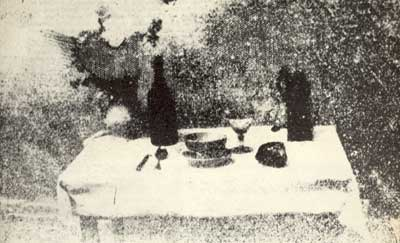
میز نهارخوری - (۱۸۲۳-۱۸۲۵) (اثر نیِپس)

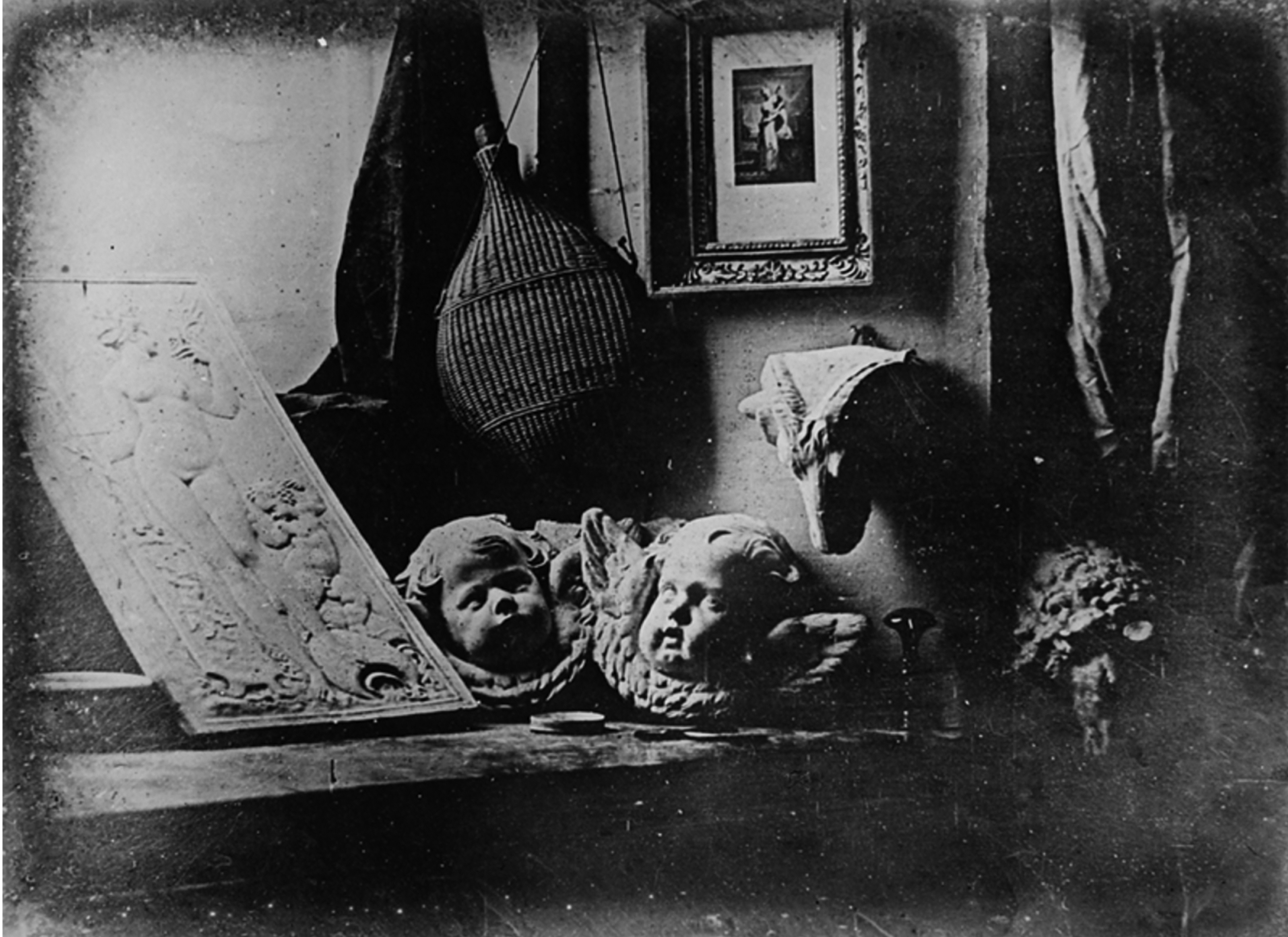
(۱۸۳۷) استودیو داگر

این سبک از عکاسی جزو قدیمی‌ترین سبک‌های عکاسی می‌باشد و امروزه جزو پرطرفدارترین ژانرهای عکاسی نیز محسوب می‌گردد.
اولین عکس‌های این سبک مربوط به اوایل قرن ۱۹ می‌باشد و آن عکسی است با نام میز نهارخوری اثر نیِپس که به روش هلیوگرافی (heliography) ثبت شده‌است و مدت زمان ثبت این عکس حدود ۴ ساعت بوده‌است؛ در این تصویر چاقو، قاشق، شیشه، لیوان، کاسه، بطری، گلدان و قهوه جوش به‌خوبی مشاهده میگردد.
پس از آن قدیمی‌ترین عکس این سبک که با استفاده از صفحه‌های نقره‌ای (daguerreotype) ثبت شده‌است نیز اثری است مربوط به سال ۱۸۳۷ که در استودیویی با نام داگر ایجاد شده بود.

## چیدمان و ساختار بندی

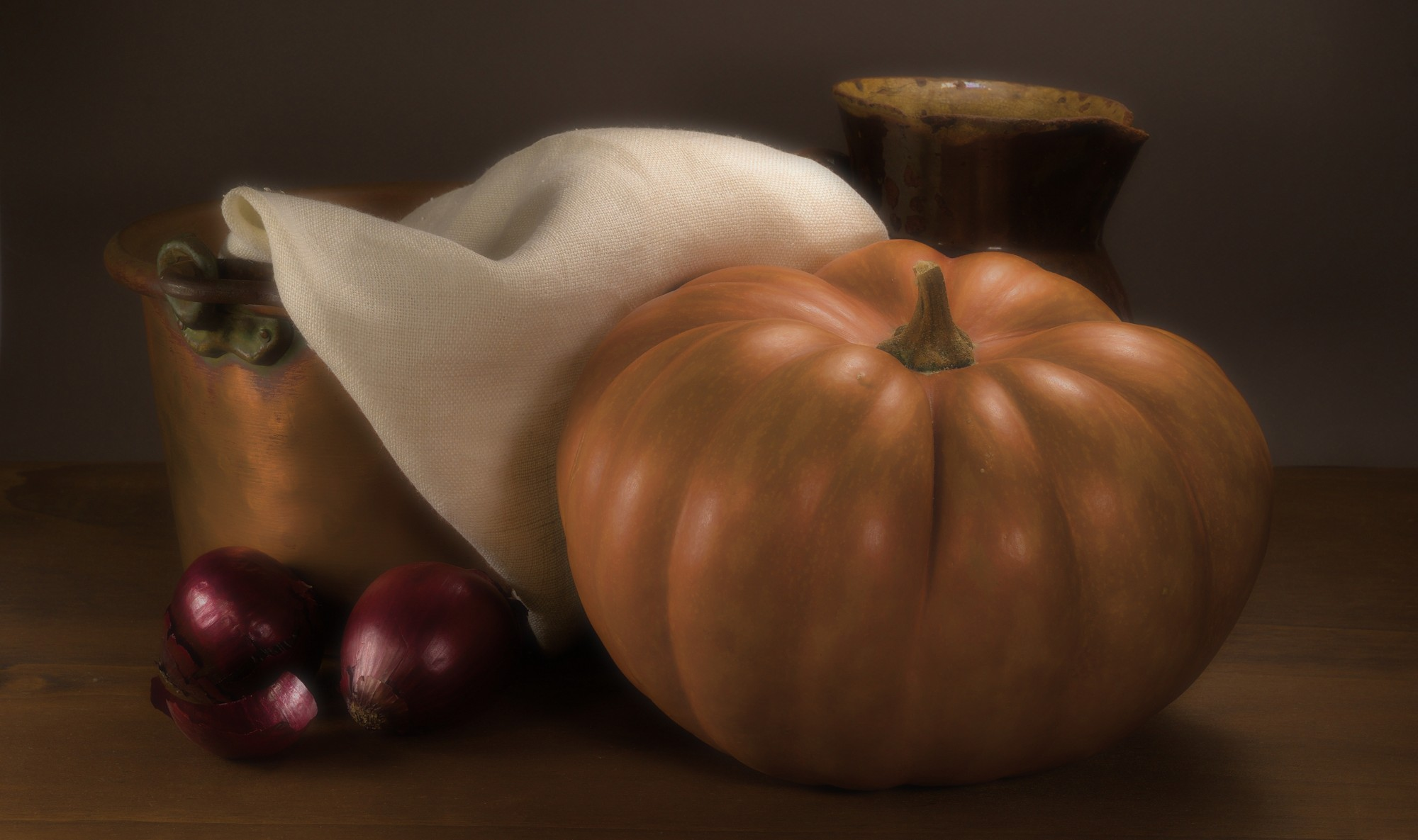
عکاسی اجسام بی‌جان - کدو تنبل

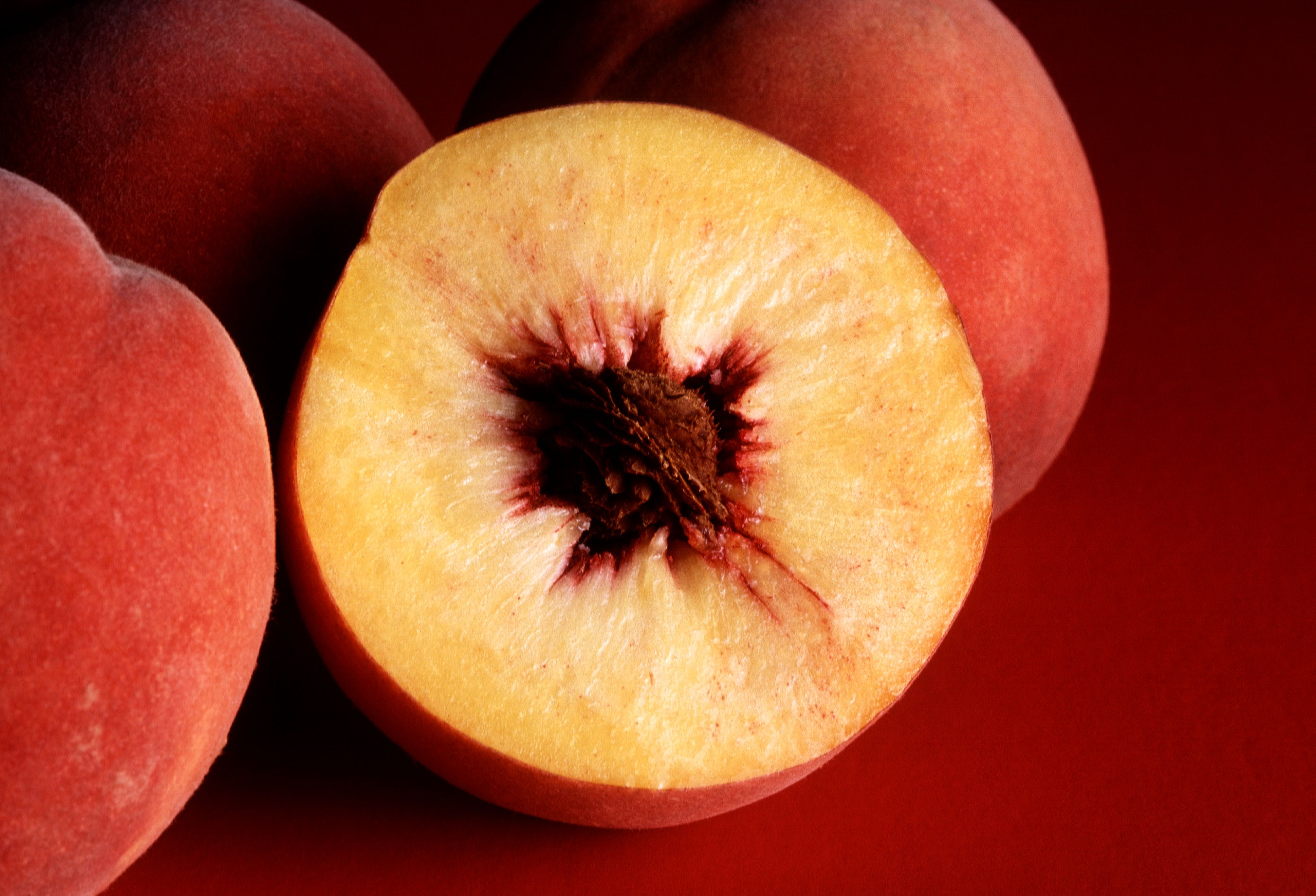
عکاسی اجسام بی‌جان - هلو

در عکاسی طبیعت خاموش، این عکاس است که عناصر صحنه را می‌سازد، و با توجه به این نکته، همانقدر که این سبک عکاسی به دلیل حساسیت چیدمان، سخت است، به دلیل آزاد بودن عکاس در تعیین ساختار تصویر، آسان می‌باشد.
برای چیدمان بهتر، می‌توان از قانون یک سوم و همچنین قابهای مصنوعی استفاده نمود. انتخاب اجسامی که تفاوت رنگی زیادی با یکدیگر دارند نیز (کنتراست رنگی بالا) بر اثرگذاری بیشتر تصاویر گرفته شده در این سبک می‌افزاید.
در کادربندی هنگام ثبت عکس نیز بایستی بسیار دقت نمود؛ عکاس باید به گونه‌ای کادربندی کند تا تصویر محدود گردد و توجه بیننده به سمت سوژه اصلی هدایت شود.
هدف شخصی مهم‌ترین بخش ترکیب‌بندی یا کامپوزیشن است. هیچ چیز در عکس نباید تصادفی اتفاق افتاده باشد. همه چیز باید دلیلی داشته باشد. اگر این مسئله را به خاطر داشته باشید و تمام تلاش‌تان را در جهت آن به کار ببندید، عکس‌هایتان به لحاظ کیفیت محشر خواهند شد.

## پس‌زمینه
بیشتر عکاسان از پس‌زمینه‌های به رنگ روشن و ساده استفاده می‌کنند، چراکه به آن‌ها این اطمینان را می‌دهد که پس زمینه توجه را از سوژه اصلی منحرف نمی‌کند، البته این یک قانون ثابت و همیشگی نیست؛ برخی عکاسان باتجربه‌تر، قادر هستند تا بدون توجه به پس زمینه، عکس‌های زیبایی در این سبک خلق کنند.
شما می‌توانید هر پس‌زمینه‌ای را که دوست دارید برای کار خود انتخاب کنید، که می‌تواند یک دیوار آجری با بافت درشت باشد یا یک پرده یا هرچیز دیگر. به‌طور معمول برای اجسام به رنگ روشن، یا نورانی (مانند شمع شعله‌ور) از پس‌زمینه‌های تیره و برای اجسام تیره از پس‌زمینه‌های روشن بهره می‌برند.

## نورپردازی
در این سبک دیگر مشکلات نوری در عکاسی، مانند سایر ژانرهای عکاسی مطرح نیست، چراکه در آن عکاس می‌تواند در طول روز با استفاده از نور طبیعی و انعکاس‌دهنده‌های نور، عکاسی کند و در هنگام مناسب نبودن نور محیط، به راحتی با نورپردازی مصنوعی مشکل را حل نماید.
برای بهبود نور محیط، در صورت مناسب نبودن آن، اولین و بهترین گزینه برای عکاسان این سبک، استفاده از سافت‌باکس است.

## نگارخانه
در این بخش شما شاهد اولین و قدیمی‌ترین نمونه‌های عکاسی اجسام بی‌جان هستید:

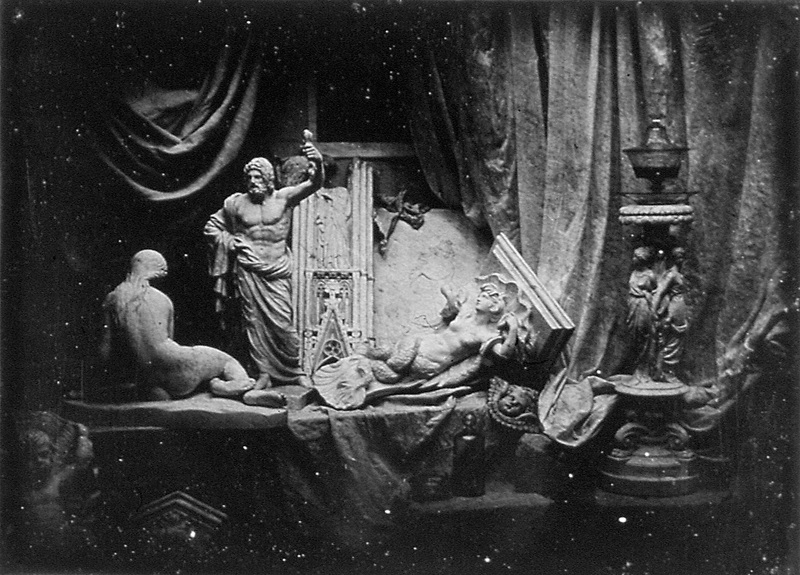
خیمه سرخ‌پوستان (۱۸۳۹) اثر ناسازوارت
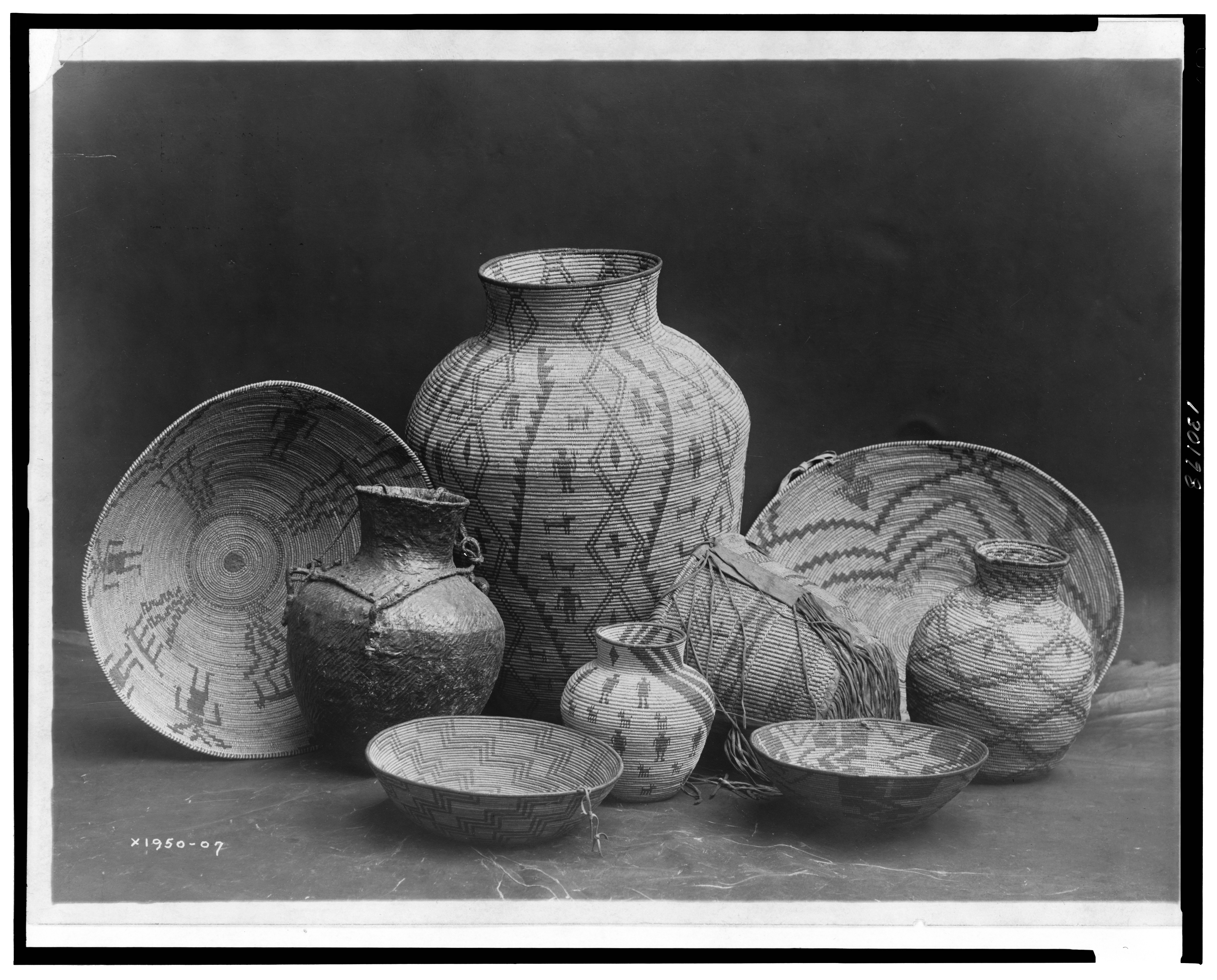
آپاچی (۱۹۰۷) اثر ادوارد کورتیس
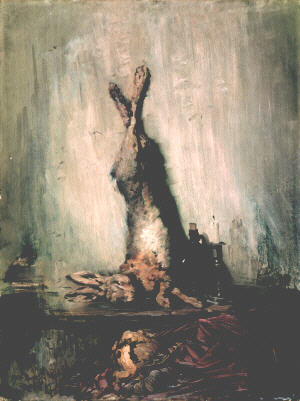
خرگوش مرده (۱۸۷۰) اثر ویلهلم بوش
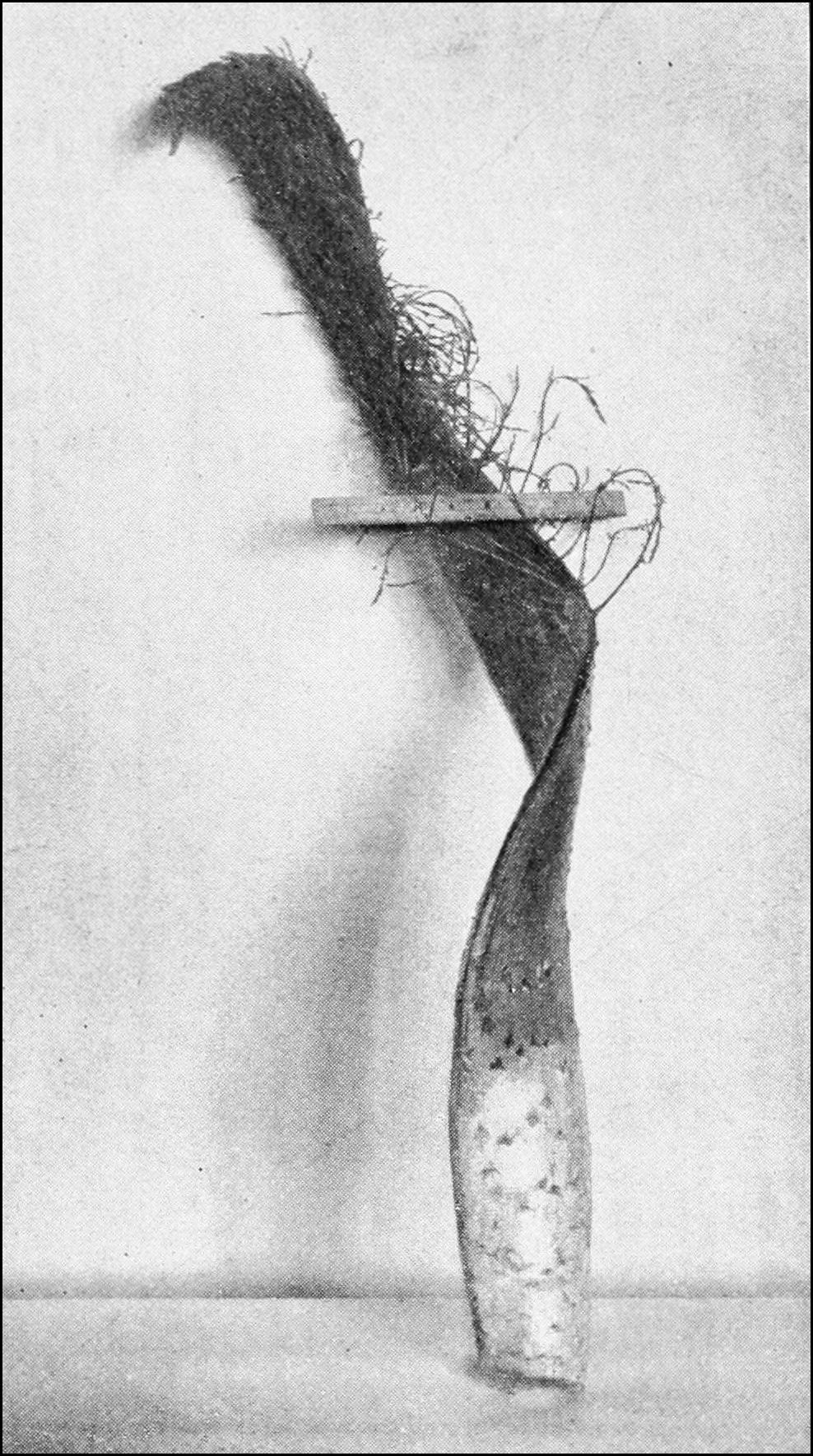
مارچوبه (۱۸۹۲-۱۸۹۳) ماهنامه Popular Science
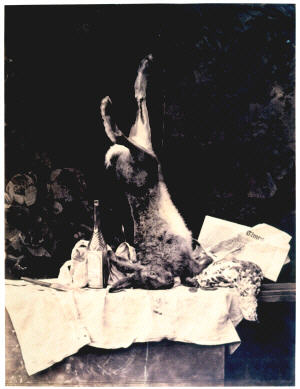
شکار (۱۸۵۹) اثر کامیل سیلوی
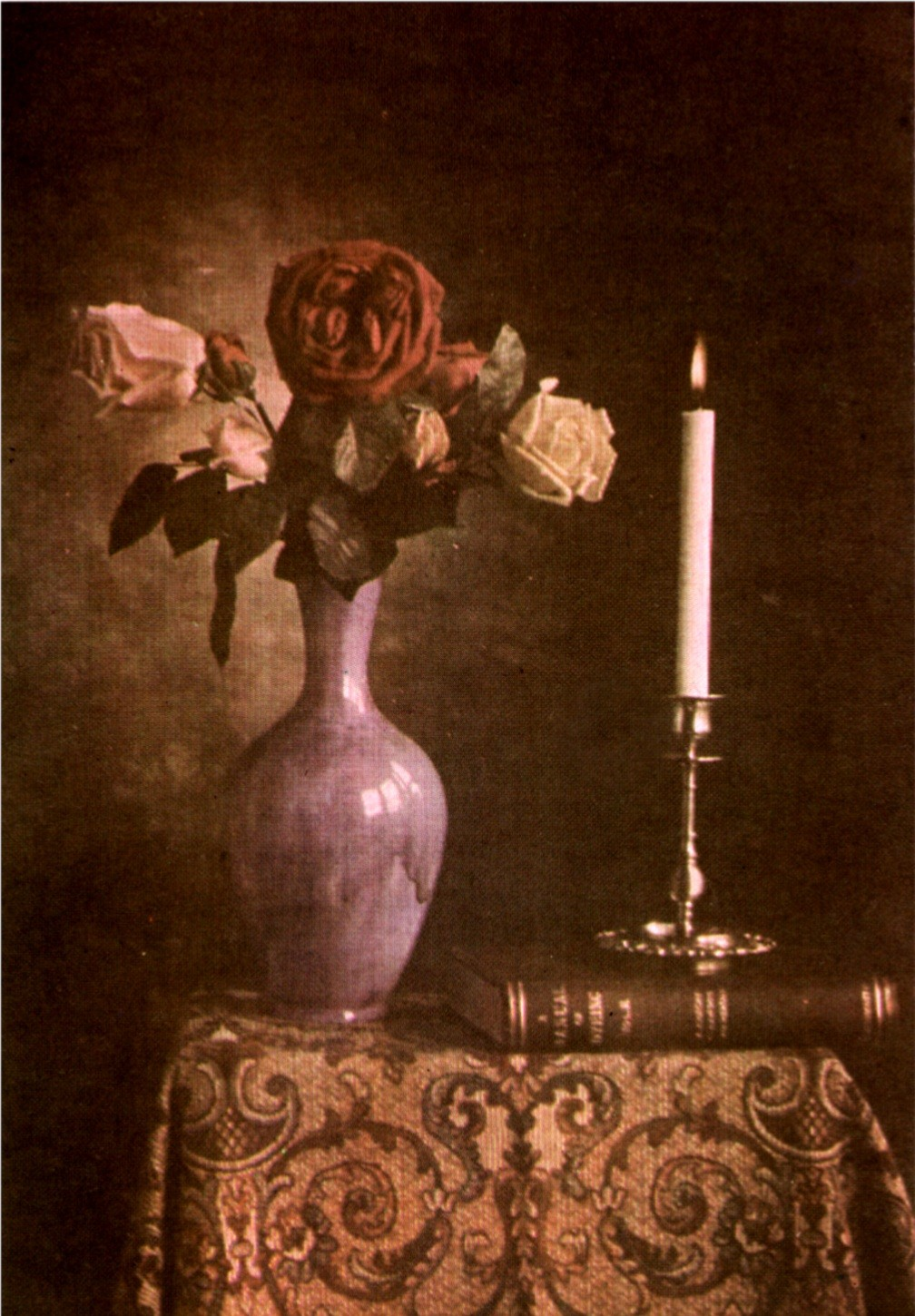
(۱۸۹۸)
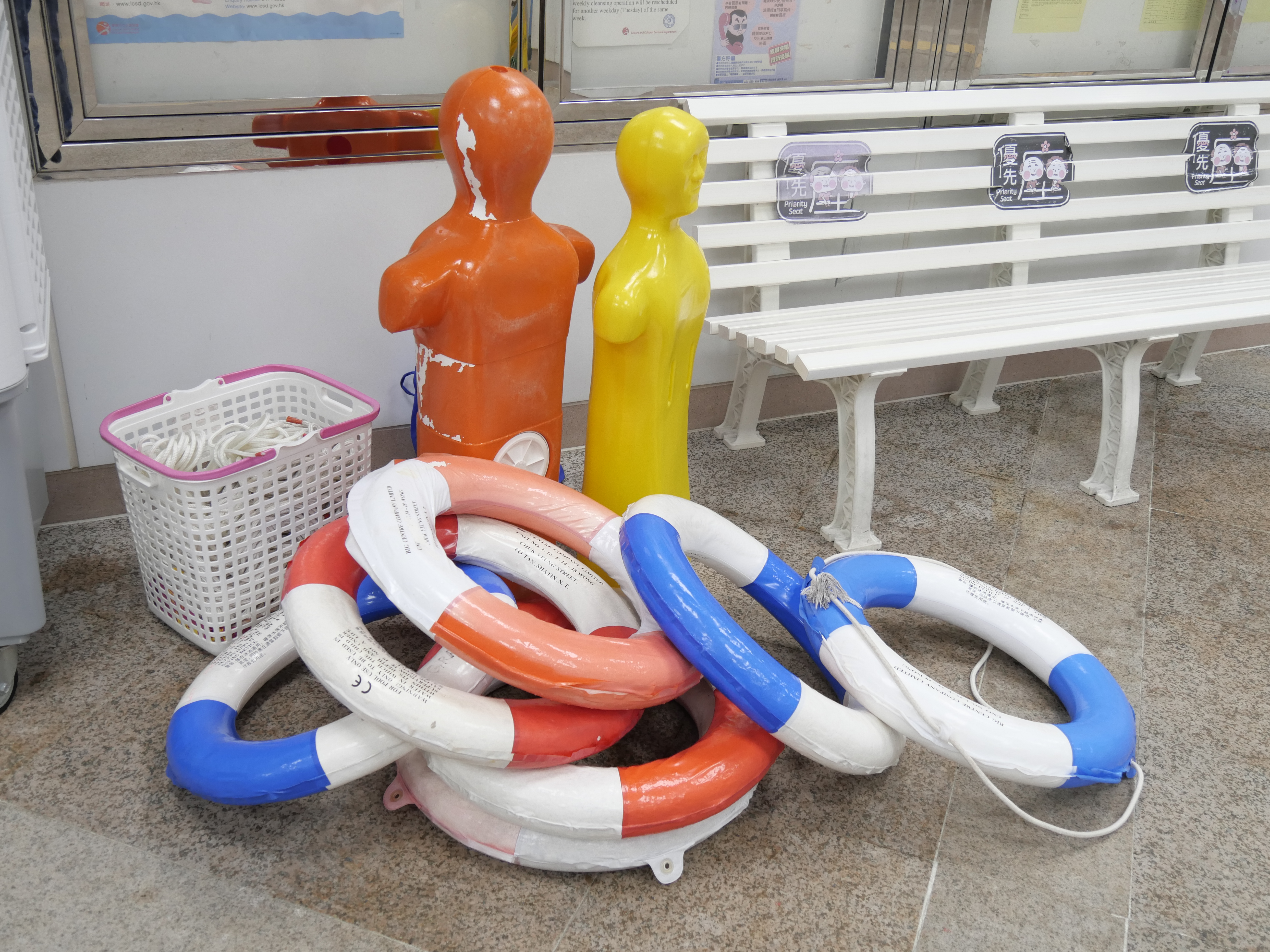
لوازم دوره نجات غریق
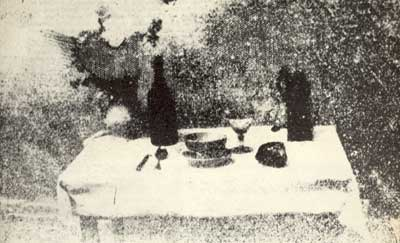
ژوزف نیسه‌فور نیپس، هیلوگرافی ۱۸۲۵-۱۸۲۳
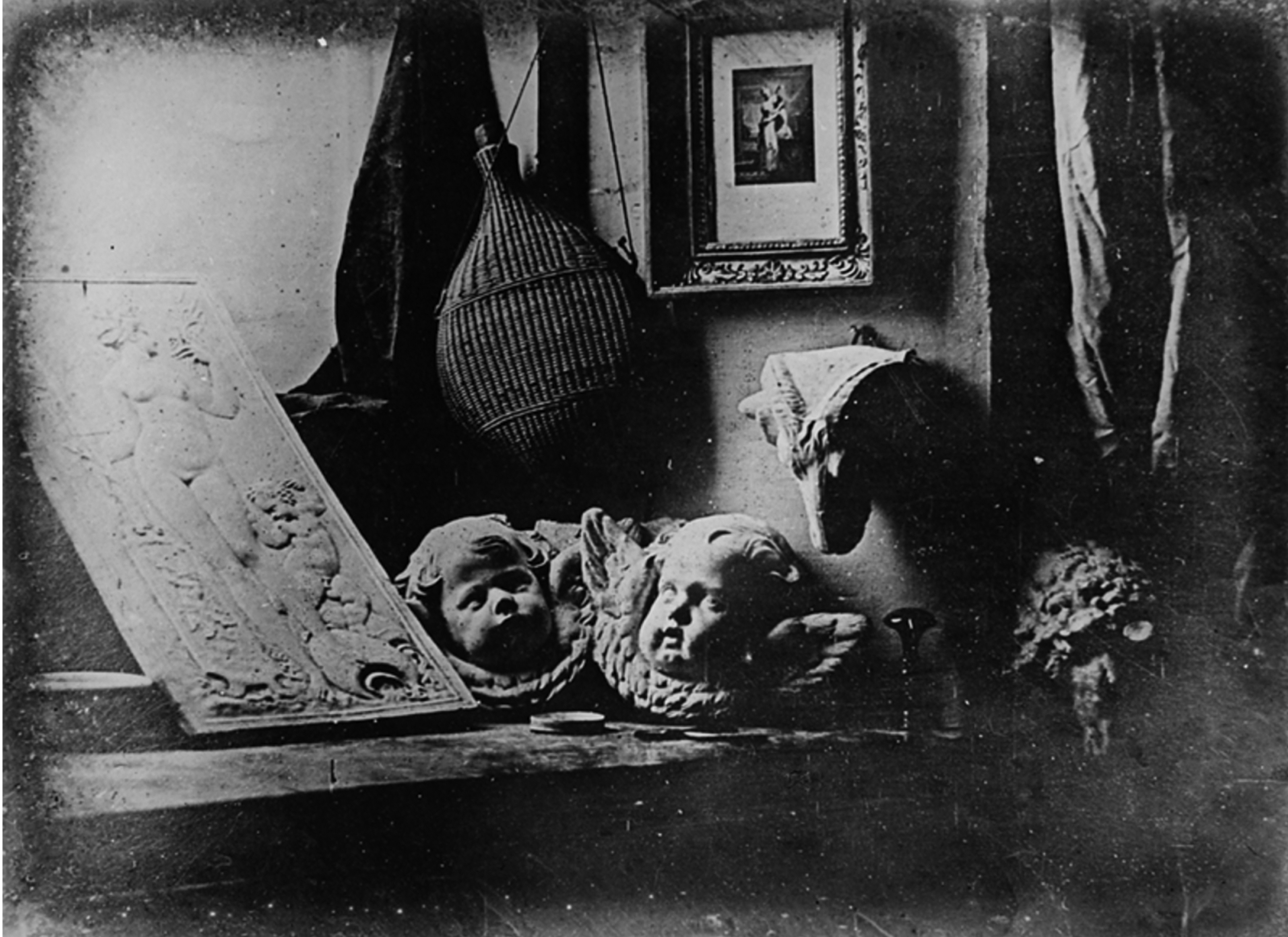
قدیمی‌ترین داگرئوتیپ باقی مانده از سال ۱۸۳۷ یک طبیعت بی جان از استودیو داگر را به تصویر می‌کشد.
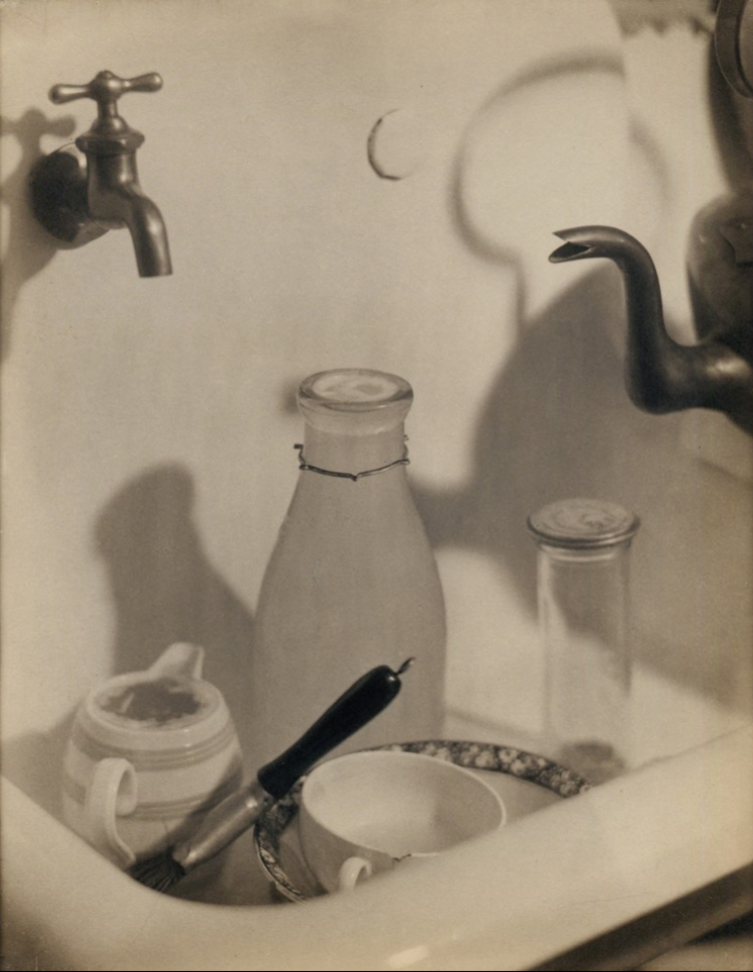
مارگارت واتکینز: سینک آشپزخانه، ۱۹۱۹
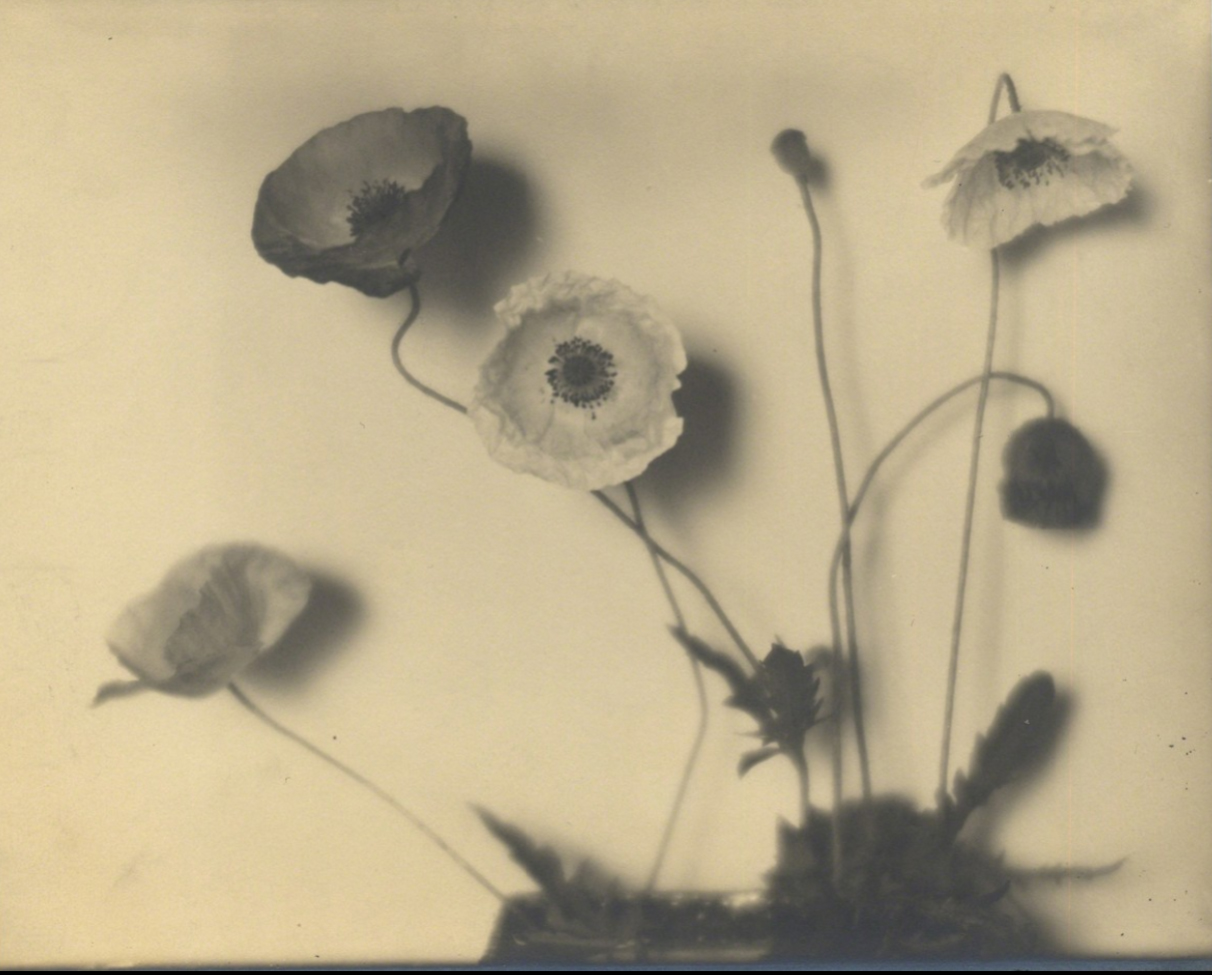
مارگارت واتکینز: مطالعات گل، آسیا ۱۹۲۰
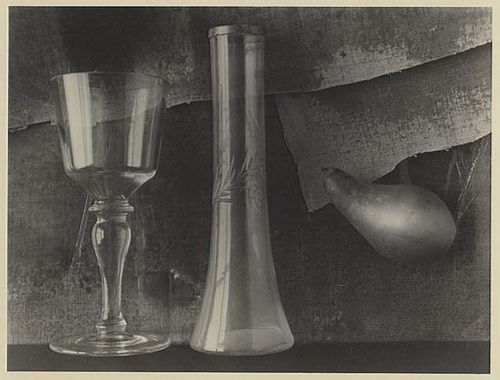
فرانتیشک پرووازنیک: طبیعت بی‌جان

## سایر سبک‌های عکاسی
- عکاسی حیات وحش
- عکاسی انتزاعی
- عکاسی معماری
- عکاسی ورزشی
- عکاسی نجومی
- عکاسی طبیعت
- عکاسی منظره
- عکاسی خبری
- عکاسی ماکرو
- عکاسی زیرآب
- عکاسی پرتره
- عکاسی مد

## عکاسان برجسته
- اروینگ پن
- ادوارد وستون
- پل استرند
- آندره کرتس
- مارتین پار
- رابرت مپل‌تورپ